# Inés Melchor
Santa Inés Melchor Huiza (* 30. August 1986 im Distrikt Acobambilla) ist eine ehemalige peruanische Leichtathletin, die sich auf den Langstreckenlauf spezialisiert hat. Sie wurde 2009 Südamerikameisterin über 5000 und 10.000 Meter und siegte über diese Distanzen bei den Südamerikaspielen. Zudem ist sie über beide Distanzen Inhaberin des Landesrekordes und feierte auch im Straßenlauf große Erfolge, womit sie zu den erfolgreichsten Leichtathletinnen ihres Landes zählt.

## Sportliche Laufbahn
Erste Erfahrungen bei internationalen Meisterschaften sammelte Inés Melchor im Jahr 2000, als sie bei den Jugendsüdamerikameisterschaften in Bogotá in 10:40,67 min die Silbermedaille im 3000-Meter-Lauf gewann. Im Jahr darauf gewann sie bei den Juniorensüdamerikameisterschaften in Santa Fe in 10:12,99 min die Bronzemedaille über 3000 Meter und siegte in 17:14,49 min im 5000-Meter-Lauf. Anschließend siegte sie bei den Panamerikanischen Spielen ebendort in 10:11,50 min über 3000 Meter und gewann über 5000 Meter in 17:28,18 min die Silbermedaille. 2002 belegte sie bei den Juniorensüdamerikameisterschaften im Rahmen der Südamerikaspiele in Belém in 10:05,60 min und 17:49,04 min jeweils den vierten Platz und anschließend siegte sie bei den Jugendsüdamerikameisterschaften in Asunción in 10:19,43 min über 3000 Meter und sicherte sich zudem in 4:44,94 min die Bronzemedaille im 1500-Meter-Lauf. Im Jahr darauf siegte sie bei den Juniorensüdamerikameisterschaften in Guayaquil in 9:58,83 min sowie in 16:57,0 min über 3000 und 5000 Meter und anschließend belegte sie bei den Jugendweltmeisterschaften im kanadischen Sherbrooke in 9:28,44 min den sechsten Platz. Daraufhin siegte sie bei den Panamerikanischen Juniorenmeisterschaften in Bridgetown in 9:57,96 min bzw. 16:53,37 min ebenfalls über 3000 und 5000 Meter. Im August startete sie im 5000-Meter-Lauf bei den Weltmeisterschaften in Paris und verpasste dort mit 17:17,90 min den Finaleinzug. 2004 gelangte sie bei den Juniorenweltmeisterschaften in Grosseto mit 9:41,89 min auf den elften Platz über 3000 Meter und wurde anschließend bei den Ibero-Amerikanischen Meisterschaften in Huelva mit 9:37,35 min Neunte. Daraufhin nahm sie über 5000 Meter an den Olympischen Sommerspielen in Athen teil und schied dort mit 17:08,07 min im Vorlauf aus.
Bei den Crosslauf-Südamerikameisterschaften 2005 in Montevideo gewann sie nach 22:19 min die Silbermedaille im U20-Rennen und anschließend gelangte sie bei den Crosslauf-Weltmeisterschaften in Saint-Étienne nach 22:33 min auf den 29. Platz im U20-Rennen. Im Juli siegte sie in 16:48,06 min über 5000 Meter bei den Panamerikanischen Juniorenmeisterschaften in Windsor und sicherte sich dort zudem in 9:36,24 min die Silbermedaille über 3000 Meter. Anschließend siegte sie bei den Juniorensüdamerikameisterschaften in Rosario in 17:05,78 min über 5000 Meter sowie in 9:50,87 min auch über 3000 Meter. Im Jahr darauf siegte sie nach 27:55 min bei den Crosslauf-Südamerikameisterschaften in Mar del Plata und wurde dann bei den Crosslauf-Weltmeisterschaften 2006 in Fukuoka nach 28:49 min 72. im Langrennen. Im August belegte sie bei den U23-Südamerikameisterschaften im Rahmen der Südamerikaspiele in Buenos Aires in 17:16,39 min den sechsten Platz über 5000 Meter und gelangte mit 35:57,85 min auf den vierten Platz im 10.000-Meter-Lauf. 2007 belegte sie bei den Südamerikameisterschaften in São Paulo in 16:23,44 min den fünften Platz über 5000 Meter und gewann in 34:13,23 min die Silbermedaille über 10.000 Meter hinter der Brasilianerin Lucélia Peres. Zuvor gewann sie bei den Crosslauf-Südamerikameisterschaften in Rio de Janeiro in 29:34 min die Silbermedaille im Einzelrennen hinter der Brasilianerin Ednalva Laureano da Silva. Ende Juli gelangte sie dann bei den Panamerikanischen Spielen ebendort mit 33:36,17 min auf den fünften Platz über 10.000 Meter. 2008 siegte sie in 28:19 min erneut bei den Crosslauf-Südamerikameisterschaften in Asunción und im September siegte sie bei den U23-Südamerikameisterschaften in Lima in 16:44,59 min bzw. 35:43,27 min über 5000 und 10.000 Meter. Zudem belegte sie in 4:38,36 min den vierten Platz über 1500 Meter. 2009 gewann sie bei den Crosslauf-Südamerikameisterschaften in Concepción in 28:25 min die Bronzemedaille hinter der Brasilianerin Zenaide Vieira und Yeisi Álvarez aus Venezuela. Im Juni siegte sie bei den Südamerikameisterschaften in Lima in 16:00,41 min über 5000 Meter sowie in 33:11,79 min auch über 10.000 Meter. Im August schied sie bei den Weltmeisterschaften in Berlin mit 16:00,83 min im Vorlauf über 5000 Meter aus und im Oktober wurde sie bei den Halbmarathon-Weltmeisterschaften in Birmingham nach 1:14:33 h 39. Anschließend siegte sie bei den Juegos Bolivarianos in Sucre in 17:42,95 min über 5000 Meter sowie 36:00,62 min auch über 10.000 Meter.
Nach einem Jahr Wettkampfpause gewann sie 2011 bei den Panamerikanischen Spielen in Guadalajara in 16:41,50 min die Bronzemedaille über 5000 Meter hinter der Mexikanerin Marisol Romero und Cruz da Silva aus Brasilien. Im Jahr darauf nahm sie im Marathonlauf an den Olympischen Sommerspielen in London teil und lief dort nach 2:28:54 h auf dem 24. Platz ein. 2013 siegte sie in 15:30,63 min und 33:52,90 min über 5000 und 10.000 Meter bei den Juegos Bolivarianos in Trujillo und stellte damit über 5000 Meter einen neuen Landesrekord auf. Im Jahr darauf siegte sie bei den Südamerikaspielen in Santiago de Chile in 15:51,20 min bzw. 33:10,06 min über 5000 und 10.000 Meter und im August siegte sie in 15:58,85 min über 5000 Meter bei den Ibero-Amerikanischen Meisterschaften in São Paulo. 2015 siegte sie in 32:28,87 min erneut über 10.000 Meter bei den Südamerikameisterschaften in Lima und anschließend belegte sie bei den Panamerikanischen Spielen in Toronto in 33:07,66 min den fünften Platz. Zudem kam sie dort im Marathon nicht ins Ziel. Im Jahr darauf nahm sie im Marathonlauf ein weiteres Mal an den Olympischen Sommerspielen in Rio de Janeiro teil und musste dort ihr Rennen vorzeitig beenden. 2017 wurde sie bei den Weltmeisterschaften in London nach 2:35:34 h 26 und anschließend siegte sie bei den Juegos Bolivarianos in Santa Marta in 33:57,13 min über 10.000 Meter. Bei den Halbmarathon-Weltmeisterschaften 2018 in Valencia lief sie nach 1:11:55 h auf dem 32. Platz ein und im Juni siegte sie in 35:57,86 min über 10.000 Meter bei den Südamerikaspielen in Cochabamba. Im Jahr darauf wurde sie bei den Crosslauf-Weltmeisterschaften 2019 in Aarhus nach 42:20 min 85. und beendete daraufhin ihre aktive sportliche Karriere im Alter von 32 Jahren.
2009 wurde Melchor peruanische Meisterin im 5000- und 10.000-Meter-Lauf.

## Persönliche Bestleistungen
- 3000 Meter: 9:28,44 min, 9. Juli 2003 in Sherbrooke
- 5000 Meter: 15:30,63 min, 28. November 2013 in Trujillo (peruanischer Rekord)
- 10.000 Meter: 31:56,62 min, 2. Mai 2015 in Palo Alto (peruanischer Rekord)
- Halbmarathon: 1:11:55 h, 24. März 2018 in Valencia
- Marathon: 2:26:48 h, 28. September 2014 in Berlin